# Grzbiet Środkowoindyjski

Grzbiet Środkowoindyjski.

Grzbiet Środkowoindyjski (ang. Central Indian Ridge, fr. Dorsale centrale indienne, niem. Zentralindischer Rücken) - fragment systemu śródoceanicznych grzbietów pomiędzy Afryką, subkontynentem indyjskim i Australią.
Grzbiet Środkowoindyjski oddziela płytę afrykańską od płyty indyjskiej i płyty australijskiej, które razem tworzą płytę indoaustralijską. Przecina zachodnią część Oceanu Indyjskiego. Północna część Grzbietu Środkowo indyjskiego nazywana jest Grzbietem Arabsko-Indyjskim (ang. Carlsberg Ridge, fr. Dorsale de Carlsberg, hiszp. Dorsal Arábigo-Índica).
Wyspy Amsterdam i Świętego Pawła są sterczącymi ponad powierzchnię morza fragmentami grzbietu.
Na południu, w węźle potrójnym Rodrigues, w pobliżu wyspy Rodrigues, Grzbiet Środkowoindyjski łączy się z Grzbietem Zachodnioindyjskim oraz Grzbietem Australijsko-Antarktycznym.
W obrębie Oceanu Indyjskiego Grzbiet Środkowoindyjski oddziela Basen Arabski i Basen Crozeta na zachodzie od Basenu Środkowoindyjskiego na wschodzie.